# شریل برنارد
شریل برنارد (انگلیسی: Cheryl Bernard؛ زادهٔ ۳۰ ژوئن ۱۹۶۶) ورزشکار کرلینگ اهل کانادا است.